# 王润福
王润福（？—），男，汉族，中华人民共和国政治人物。现任中国航天科技集团有限公司五院510所党委书记。第十四届全国政协委员。